# La Grande Battle
La Grande Battle est une émission de télévision diffusée sur France 2. Animée par Nagui et Jean-François Zygel, elle voit s'opposer un orchestre symphonique et des groupes de musiques actuelles sur un même morceau de musique classique. La première édition a été diffusée sur France 2 le 6 décembre 2011, la 2e le 13 novembre 2012 et la 3e le 8 avril 2014.

## Présentation
L'émission est présentée par Jean-François Zygel, musicien qui joue souvent du piano. Il fut accompagné par Nagui lors des deux premières éditions et par Virginie Guilhaume lors du  troisième numéro.

## Principe de l'émission
Des groupes amateurs doivent revisiter des musiques classiques à leur manière. Cette émission diffusée en direct permet aux téléspectateurs de noter les prestations en direct.

## Audiences
| Épisode | Jour de diffusion | Présentateurs                             | Téléspectateurs | Parts de marché sur les 4 ans et plus | Classement des audiences de la soirée |
| ------- | ----------------- | ----------------------------------------- | --------------- | ------------------------------------- | ------------------------------------- |
| 1       | 6 décembre 2011   | Nagui et Jean-François Zygel              | 2 800 000       | 11,7 %                                | 3                                     |
| 2       | 13 novembre 2012  | Nagui et Jean-François Zygel              | 2 060 000       | 8,8 %                                 | 4                                     |
| 3       | 8 avril 2014      | Virginie Guilhaume et Jean-François Zygel | 1 363 000       | 5,9 %                                 | 4                                     |

## Participants

### En 2014
- SugaMama (Vainqueur)
- Cocktail Flamenco
- Face à la mer
- Jukebox Champions
- Black Rain
- Rockin Raffi
- Léa Bulle et la chorale Doremifac
- Luna Gritt

### En 2012
- ZicZazou (Vainqueur)
- Whiskybaba
- Players Go Places
- Joanda
- Mattrach
- Tony Vitti
- Conga Libre
- Celkilt

### En 2011
- AccordZeam (Vainqueur)
- Funky Style Brass
- Prym
- Acoustik
- P.U.S.S.
- Jil Daz et ses Acolytes Anonymes
- Beaucé-Froger-Meslif (sonneurs binioù, bombarde et tambour)

(à compléter)